# Générest
Générest est une commune française située dans l'est du département des Hautes-Pyrénées, en région Occitanie.
La commune possède un patrimoine naturel remarquable composé de six zones naturelles d'intérêt écologique, faunistique et floristique.

## Géographie

### Localisation

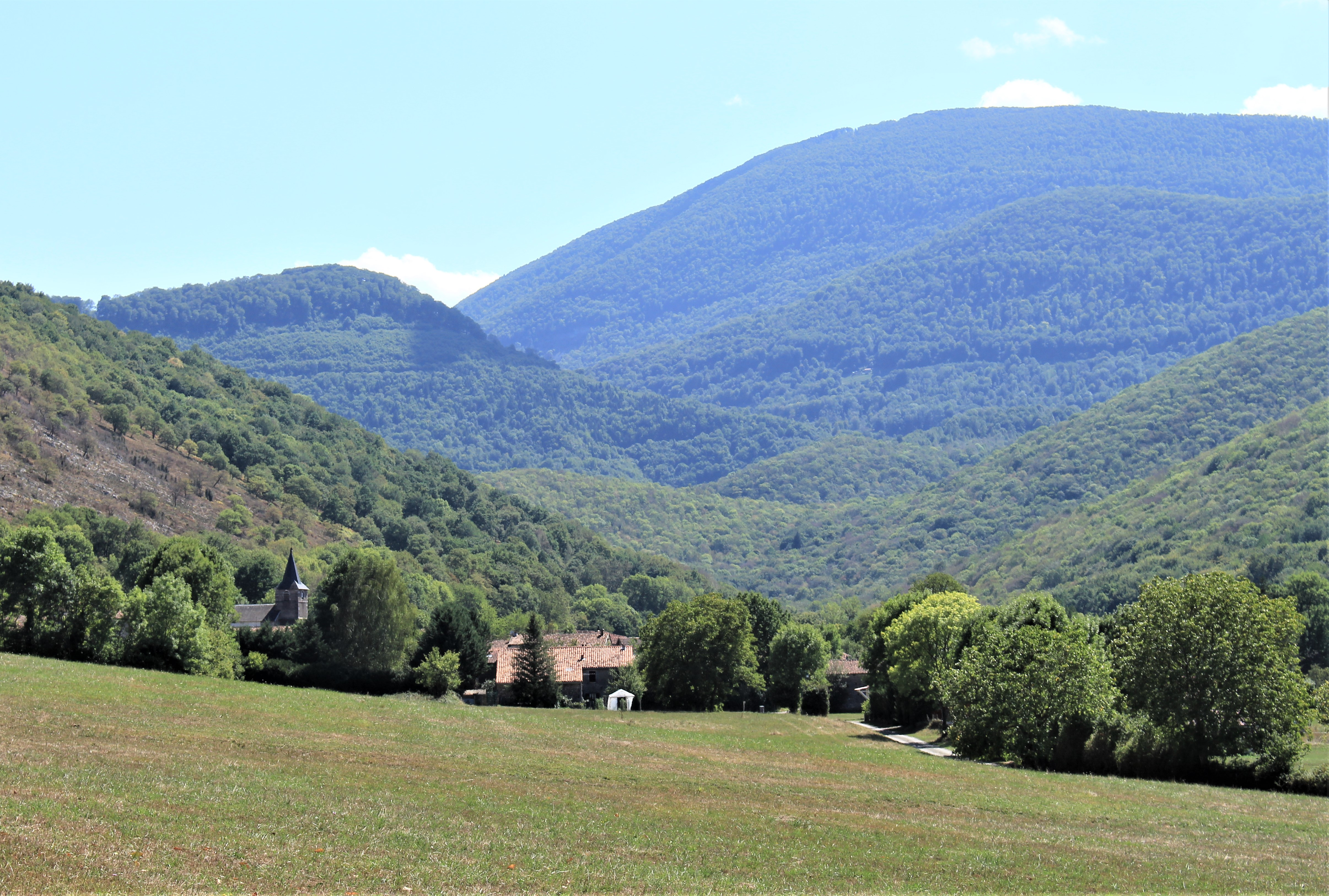
Vue générale de Générest.

La commune de Générest se trouve dans la vallée de Barousse à 43 km à vol d'oiseau de Tarbes, préfecture du département, à 31 km de Bagnères-de-Bigorre, sous-préfecture, et à 15 km de Lannemezan.
Elle  fait partie du bassin de vie de Montréjeau.
Sur le plan historique et culturel, Générest fait partie du pays de Comminges, correspondant à l’ancien comté de Comminges, circonscription de la province de Gascogne située sur les départements actuels du Gers, de la Haute-Garonne, des Hautes-Pyrénées et de l'Ariège.

### Communes limitrophes
Les communes limitrophes sont  Aventignan, Lombrès, Montégut, Sacoué, Saint-Bertrand-de-Comminges, Seich et Tibiran-Jaunac.
| Lombrès  | Aventignan | Tibiran-Jaunac                              |
| Montégut | Générest   | Saint-Bertrand-de-Comminges (Haute-Garonne) |
| Seich    | Sacoué     |                                             |

### Hydrographie

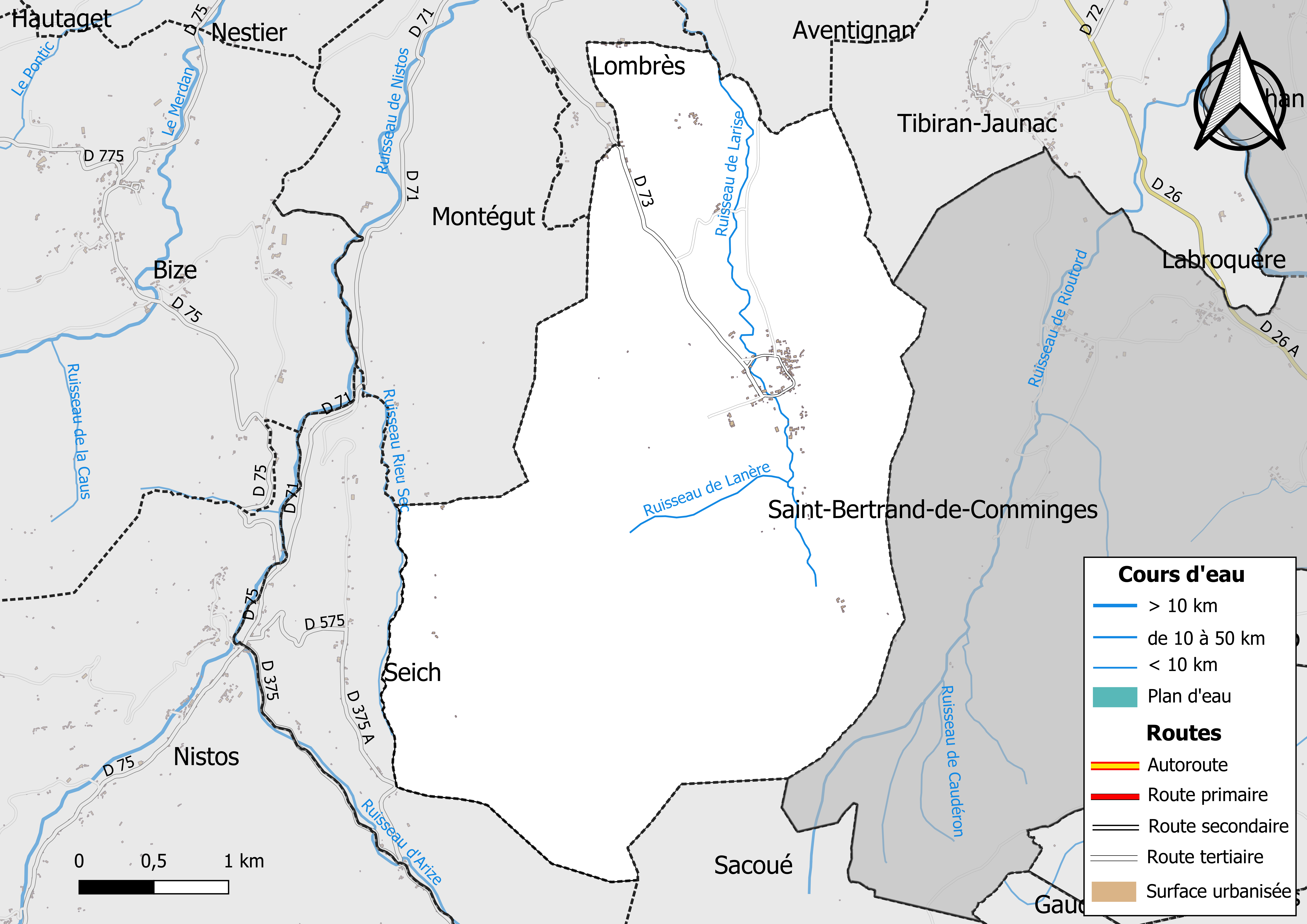
Carte hydrographique de la commune.

La commune est drainée par plusieurs ruisseaux :
- Le ruisseau de Rieu Sec, affluent de rive droite de la Neste, traverse la commune du sud au nord et forme une partie de la limite ouest avec la commune de Seich.
- Le ruisseau de Larise, affluent de rive droite du ruisseau de Nistos, traverse la commune du sud au nord.
- Le ruisseau de Lanère, affluent de rive gauche du ruisseau de Larise, prend sa source sur la commune et la traverse d’ouest en est en son centre.

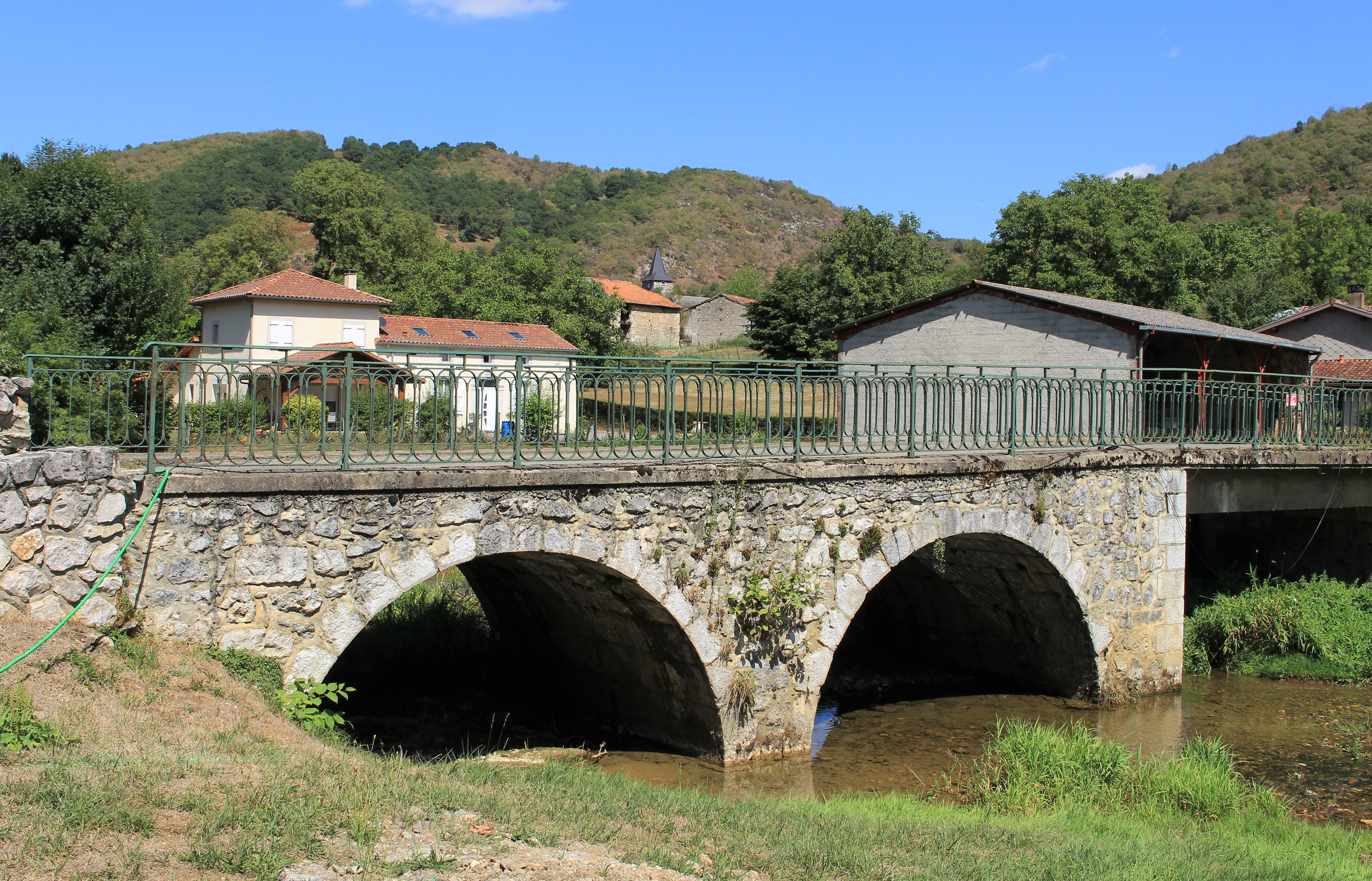
Premier pont sur la rivière Arize en entrant dans le village.
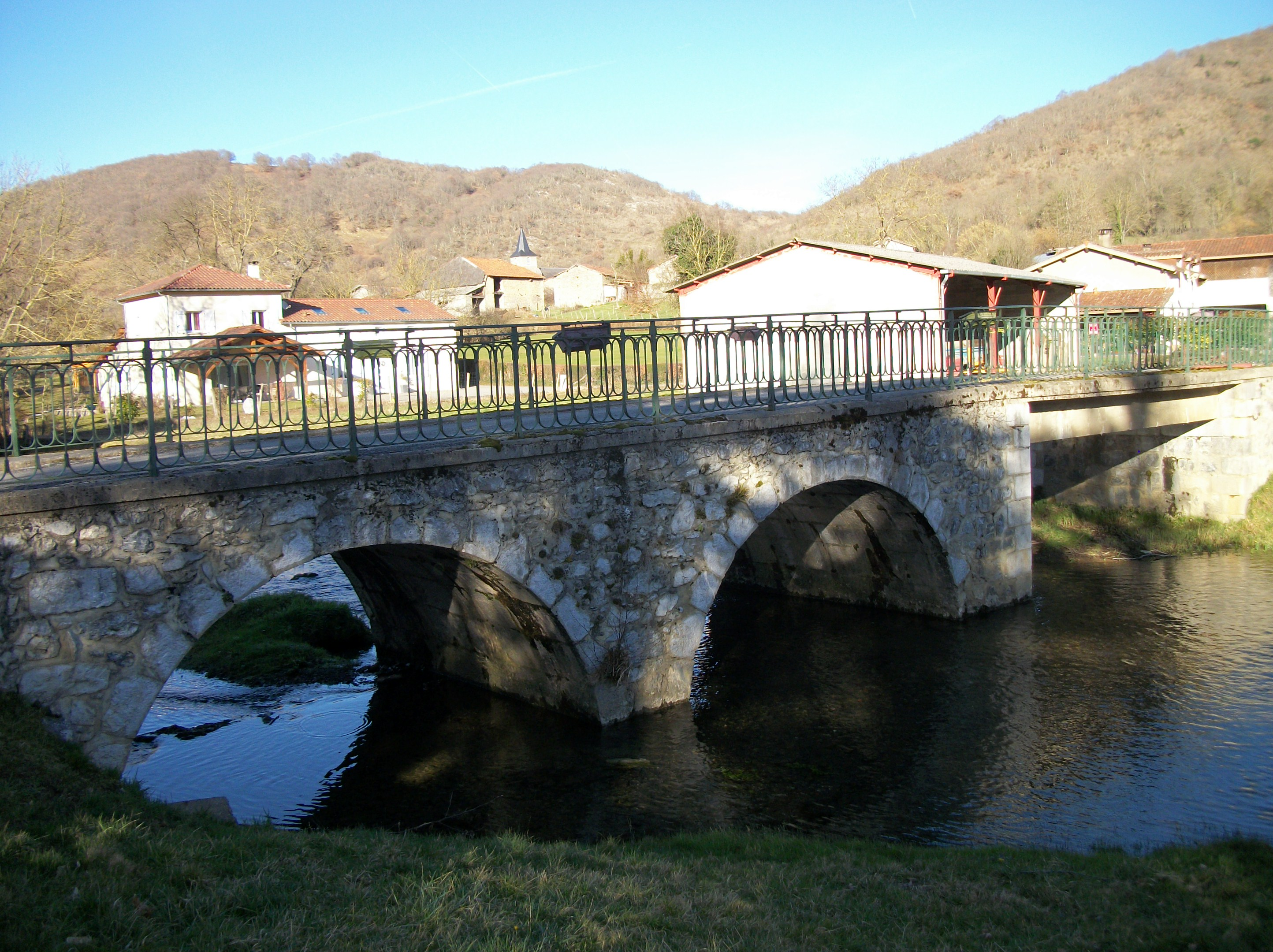
Pont sur l'Arize près de la mairie.

### Climat
Le climat est tempéré de type océanique, en raison de l'influence proche de l'océan Atlantique situé à peu près 150 km plus à l'ouest. La proximité des Pyrénées fait que la commune profite d'un effet de foehn, il peut aussi y neiger en hiver, même si cela reste inhabituel.
| Mois                              | jan.  | fév.  | mars  | avril | mai   | juin  | jui.  | août  | sep.  | oct.  | nov.  | déc.  | année   |
| --------------------------------- | ----- | ----- | ----- | ----- | ----- | ----- | ----- | ----- | ----- | ----- | ----- | ----- | ------- |
| Température minimale moyenne (°C) | 1     | 2     | 4     | 6     | 9     | 13    | 15    | 15    | 12    | 9     | 4     | 2     | 7,7     |
| Température moyenne (°C)          | 5,2   | 5,6   | 8,4   | 10,1  | 13,8  | 17,8  | 18,6  | 18,8  | 16,4  | 13,5  | 7,5   | 5,5   | 11,8    |
| Température maximale moyenne (°C) | 10    | 11    | 14    | 15    | 19    | 22    | 25    | 25    | 23    | 19    | 14    | 11    | 17,3    |
| Ensoleillement (h)                | 108,8 | 118,8 | 155,6 | 157,2 | 181,3 | 191,5 | 215,5 | 196,4 | 194,5 | 164,4 | 124,4 | 104,4 | 1 912,8 |
| Précipitations (mm)               | 98,6  | 63,3  | 99    | 108,2 | 137   | 87,1  | 72,6  | 70,5  | 69,5  | 81,9  | 101,4 | 97,4  | 1 086   |

### Milieux naturels et biodiversité
L’inventaire des zones naturelles d'intérêt écologique, faunistique et floristique (ZNIEFF) a pour objectif de réaliser une couverture des zones les plus intéressantes sur le plan écologique, essentiellement dans la perspective d’améliorer la connaissance du patrimoine naturel national et de fournir aux différents décideurs un outil d’aide à la prise en compte de l’environnement dans l’aménagement du territoire.
Trois ZNIEFF de type 1 sont recensées sur la commune :
- les « milieux forestiers, rocheux et humides du vallon d'Arize » (1 333 ha), couvrant 6 communes du département[7] ;
- les « montagnes de Saint-Bertrand-de-Comminges et de Tibiran-Jaunac » (1 613 ha), couvrant 8 communes dont une dans la Haute-Garonne et sept dans les Hautes-Pyrénées[8],
- le « réseau hydrographique du Nistos » (79 ha), couvrant 14 communes du département[9] ;

et trois ZNIEFF de type 2, : 
- les « Garonne amont, Pique et Neste » (1 788 ha), couvrant 112 communes dont 42 dans la Haute-Garonne et 70 dans les Hautes-Pyrénées[10] ;
- les « montagnes sèches et rocheuses en rives gauche et droite de l'Ourse et à Saint-Bertrand-de-Comminges » (5 147 ha), couvrant 24 communes dont deux dans la Haute-Garonne et 22 dans les Hautes-Pyrénées[11] ;
- le « piémont calcaire, forestier et montagnard du Nistos en rive droite de la Neste » (15 195 ha), couvrant 26 communes dont une dans la Haute-Garonne et 25 dans les Hautes-Pyrénées[12].

## Urbanisme

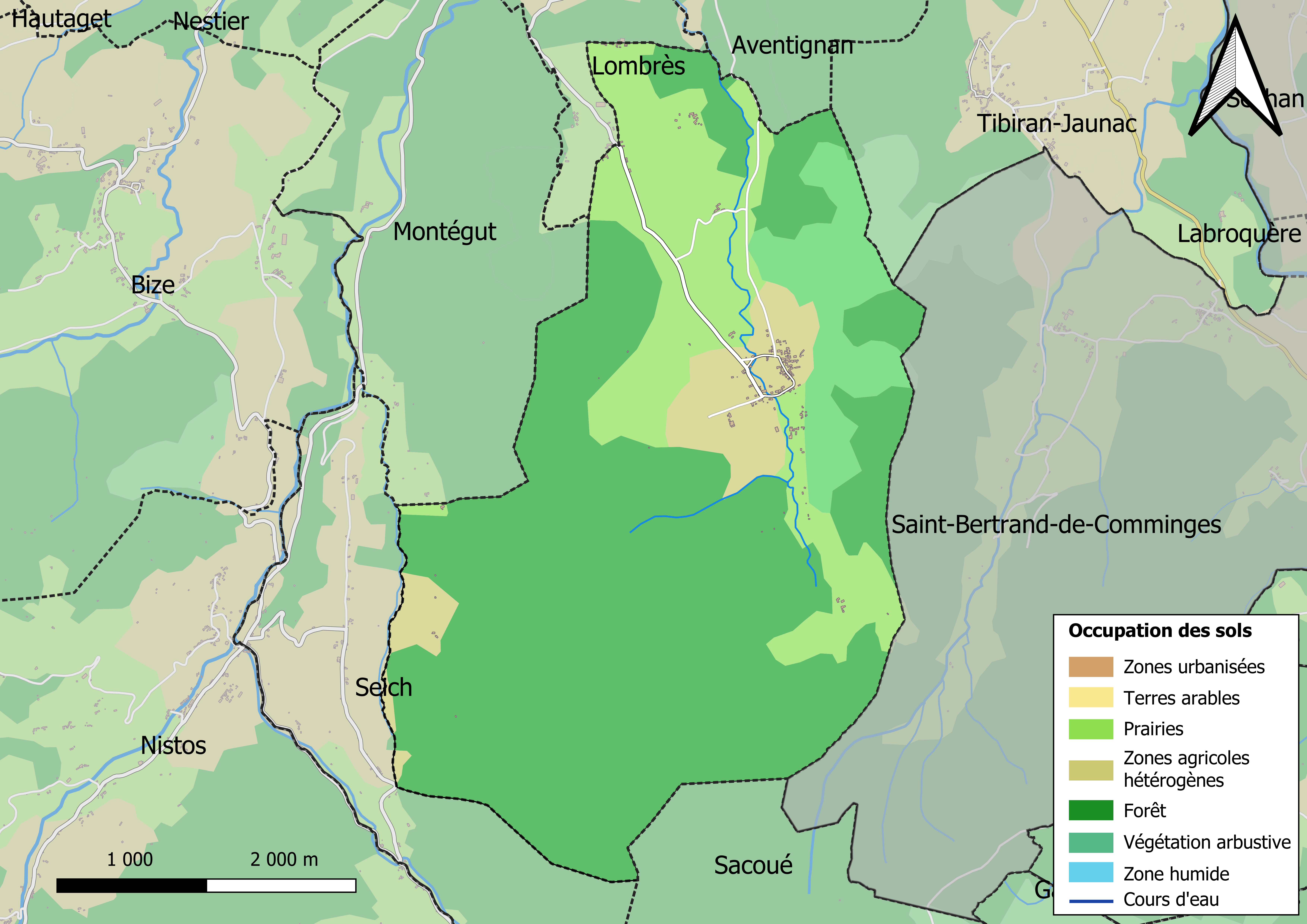
Carte des infrastructures et de l'occupation des sols en 2018 (CLC) de la commune.

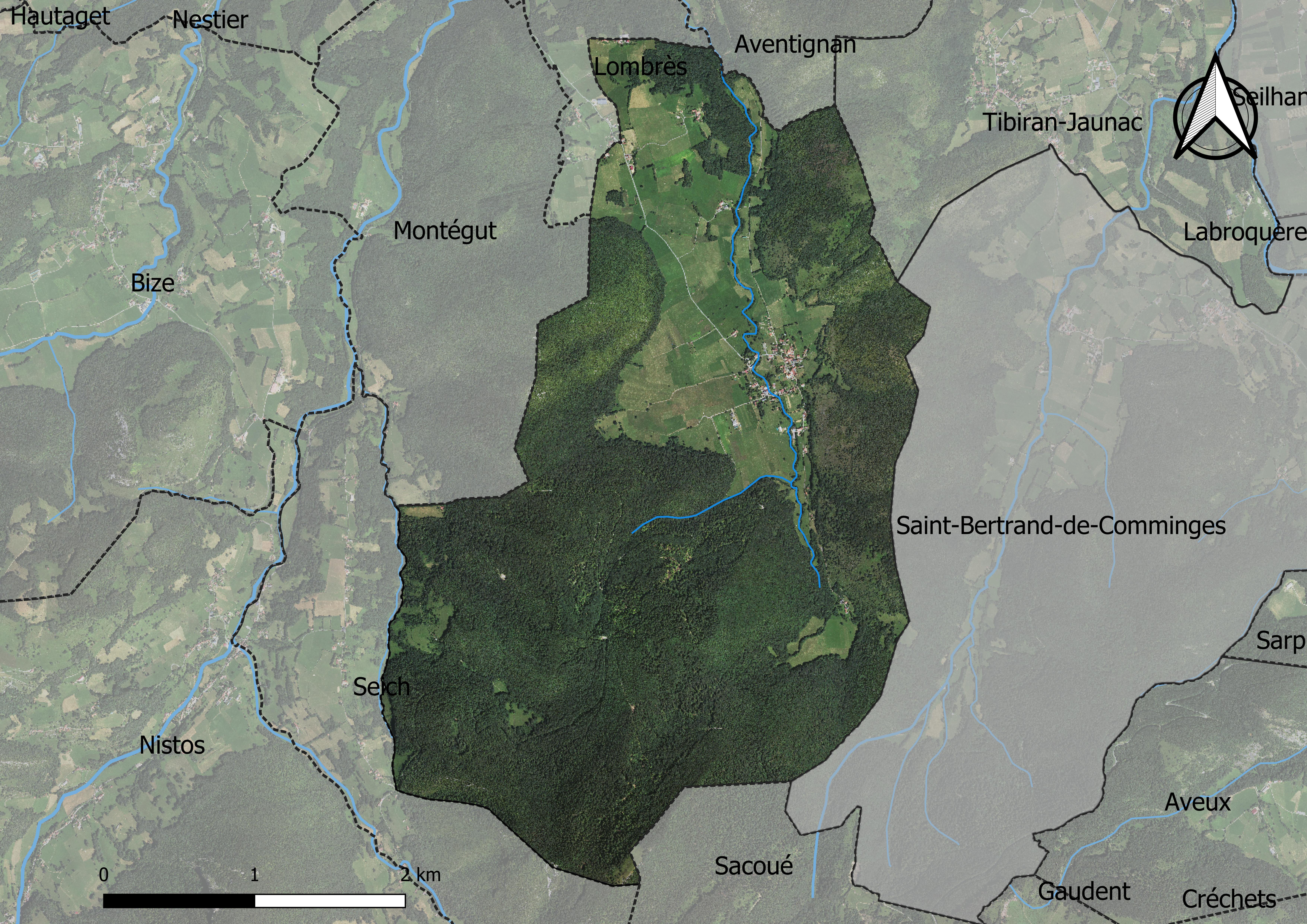
Carte orthophotogrammétrique de la commune.

### Typologie
Au 1er janvier 2024, Générest est catégorisée commune rurale à habitat dispersé, selon la nouvelle grille communale de densité à sept niveaux définie par l'Insee en 2022.
Elle est située hors unité urbaine. Par ailleurs la commune fait partie de l'aire d'attraction de Lannemezan, dont elle est une commune de la couronne,. Cette aire, qui regroupe 65 communes, est catégorisée dans les aires de moins de 50 000 habitants,.

### Occupation des sols
L'occupation des sols de la commune, telle qu'elle ressort de la base de données européenne d’occupation biophysique des sols Corine Land Cover (CLC), est marquée par l'importance des forêts et milieux semi-naturels (73,1 % en 2018), une proportion identique à celle de 1990 (73,1 %). La répartition détaillée en 2018 est la suivante : 
forêts (65,3 %), prairies (22,8 %), milieux à végétation arbustive et/ou herbacée (7,9 %), zones agricoles hétérogènes (4 %).
L'IGN met par ailleurs à disposition un outil en ligne permettant de comparer l’évolution dans le temps de l’occupation des sols de la commune (ou de territoires à des échelles différentes). Plusieurs époques sont accessibles sous forme de cartes ou photos aériennes : la carte de Cassini (XVIIIe siècle), la carte d'état-major (1820-1866) et la période actuelle (1950 à aujourd'hui).

### Habitat et logement
En 2020, le nombre total de logements dans la commune était de 64, alors qu'il était de 65 en 2010 et 2015.
Parmi ces logements, 70,3 % étaient des résidences principales, 23,4 % des résidences secondaires et 6,3 % des logements vacants. Ces logements étaient pour 93,8 % d'entre eux des maisons individuelles et pour 3,1 % des appartements.
Le tableau ci-dessous présente la typologie des logements à Générest en 2020 en comparaison avec celle des Hautes-Pyrénées et de la France entière. Une caractéristique marquante du parc de logements est ainsi une proportion de résidences secondaires et logements occasionnels (23,4 %) supérieure à celle du département (23,2 %) et à celle de la France entière (9,7 %). Concernant le statut d'occupation de ces logements, 88,9 % des habitants de la commune sont propriétaires de leur logement (86,4 % en 2015), contre 64,6 % pour les Hautes-Pyrénées et 57,5 pour la France entière.
| Typologie                                               | Générest | Hautes-Pyrénées | France entière |
| ------------------------------------------------------- | -------- | --------------- | -------------- |
| Résidences principales (en %)                           | 70,3     | 67,3            | 82,1           |
| Résidences secondaires et logements occasionnels (en %) | 23,4     | 23,2            | 9,7            |
| Logements vacants (en %)                                | 6,3      | 9,5             | 8,2            |

### Voies de communication et transports
La commune est desservie par la RD 73.

### Risques naturels et technologiques
Le territoire de la commune de Générest est vulnérable à différents aléas naturels : météorologiques (tempête, orage, neige, grand froid, canicule ou sécheresse), inondations, feux de forêts, mouvements de terrains et séisme (sismicité moyenne). Un site publié par le BRGM permet d'évaluer simplement et rapidement les risques d'un bien localisé soit par son adresse soit par le numéro de sa parcelle.
Certaines parties du territoire communal sont susceptibles d’être affectées par le risque d’inondation par débordement de cours d'eau, notamment La cartographie des zones inondables en ex-Midi-Pyrénées réalisée dans le cadre du XIe Contrat de plan État-région, visant à informer les citoyens et les décideurs sur le risque d’inondation, est accessible sur le site de la DREAL Occitanie. La commune a été reconnue en état de catastrophe naturelle au titre des dommages causés par les inondations et coulées de boue survenues en 1982, 1999 et 2009,.
Générest est exposée au risque de feu de forêt. Un plan départemental de protection des forêts contre les incendies a été approuvé par arrêté préfectoral le 21 avril 2020 pour la période 2020-2029. Le précédent couvrait la période 2007-2017. L’emploi du feu est régi par deux types de réglementations. D’abord le code forestier et l’arrêté préfectoral du 27 octobre 2014, qui réglementent l’emploi du feu à moins de 200 m des espaces naturels combustibles sur l’ensemble du département. Ensuite celle établie dans le cadre de la lutte contre la pollution de l’air, qui interdit le brûlage des déchets verts des particuliers. L’écobuage est quant à lui réglementé dans le cadre de commissions locales d’écobuage (CLE).

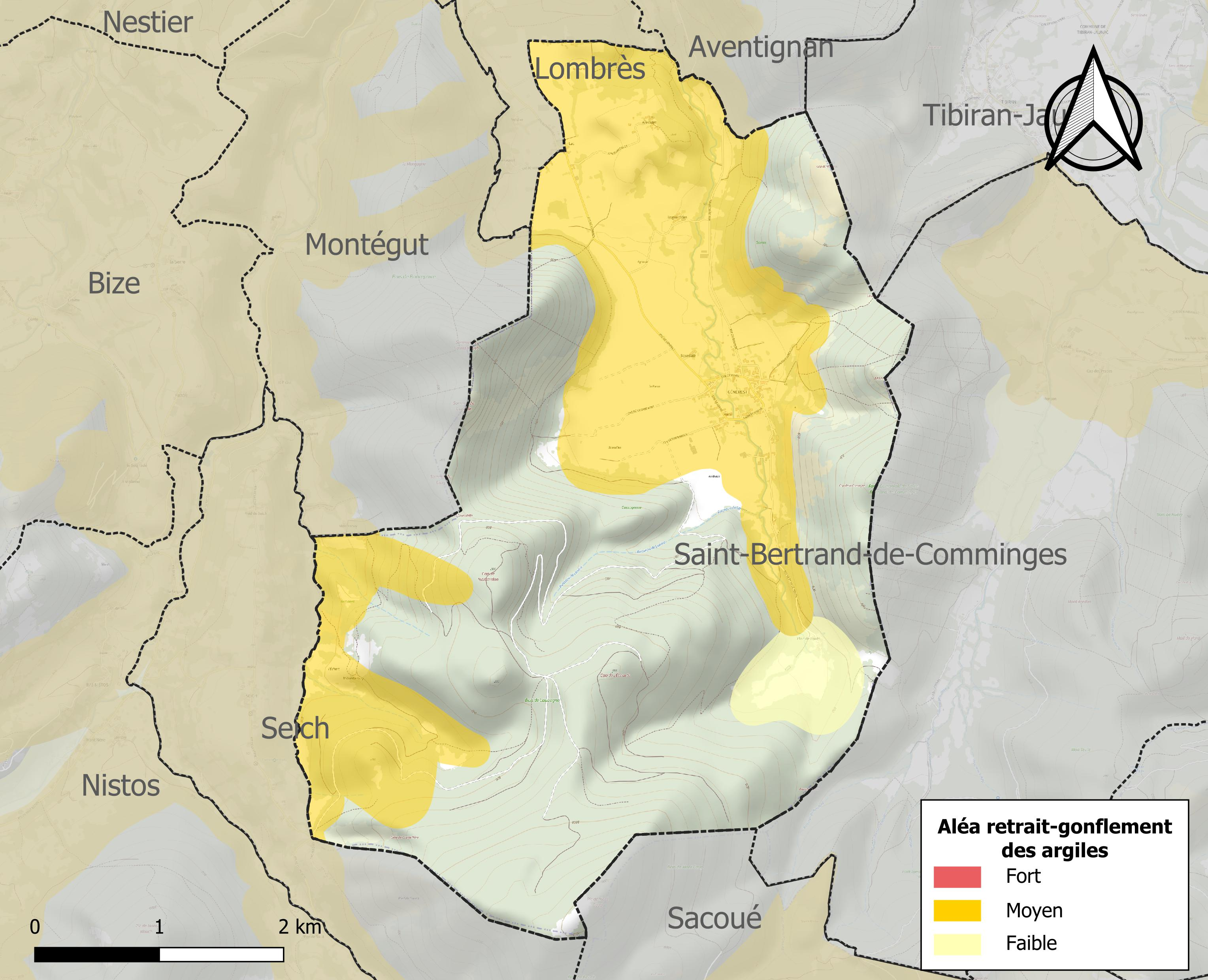
Carte des zones d'aléa retrait-gonflement des sols argileux de Générest.

Les mouvements de terrains susceptibles de se produire sur la commune sont des tassements différentiels.
Le retrait-gonflement des sols argileux est susceptible d'engendrer des dommages importants aux bâtiments en cas d’alternance de périodes de sécheresse et de pluie. 38,3 % de la superficie communale est en aléa moyen ou fort (44,5 % au niveau départemental et 48,5 % au niveau national). Sur les 64 bâtiments dénombrés sur la commune en 2019, 61 sont en aléa moyen ou fort, soit 95 %, à comparer aux 75 % au niveau départemental et 54 % au niveau national. Une cartographie de l'exposition du territoire national au retrait gonflement des sols argileux est disponible sur le site du BRGM,.
Par ailleurs, afin de mieux appréhender le risque d’affaissement de terrain, l'inventaire national des cavités souterraines permet de localiser celles situées sur la commune.
Concernant les mouvements de terrains, la commune a été reconnue en état de catastrophe naturelle au titre des dommages causés par la sécheresse en 1989 et par des mouvements de terrain en 1999.

## Toponymie
On trouvera les principales informations dans le Dictionnaire toponymique des communes des Hautes Pyrénées de Michel Grosclaude et Jean-François Le Nail qui rapporte les dénominations historiques du village :
Dénominations historiques :
- de Generesto, latin (1312, Larcher, cartulaire de Comminges) ;
- de Generesto, lat (1387, pouillé de Comminges) ;
- Generest, fin XVIIIe siècle, carte de Cassini.

Étymologie : peut-être nom de personnage d’origine celtique (Gener) et suffixe probablement aquitain est.
Nom en  occitan : Generest.

Sélection de vues de plaques de rues du village.
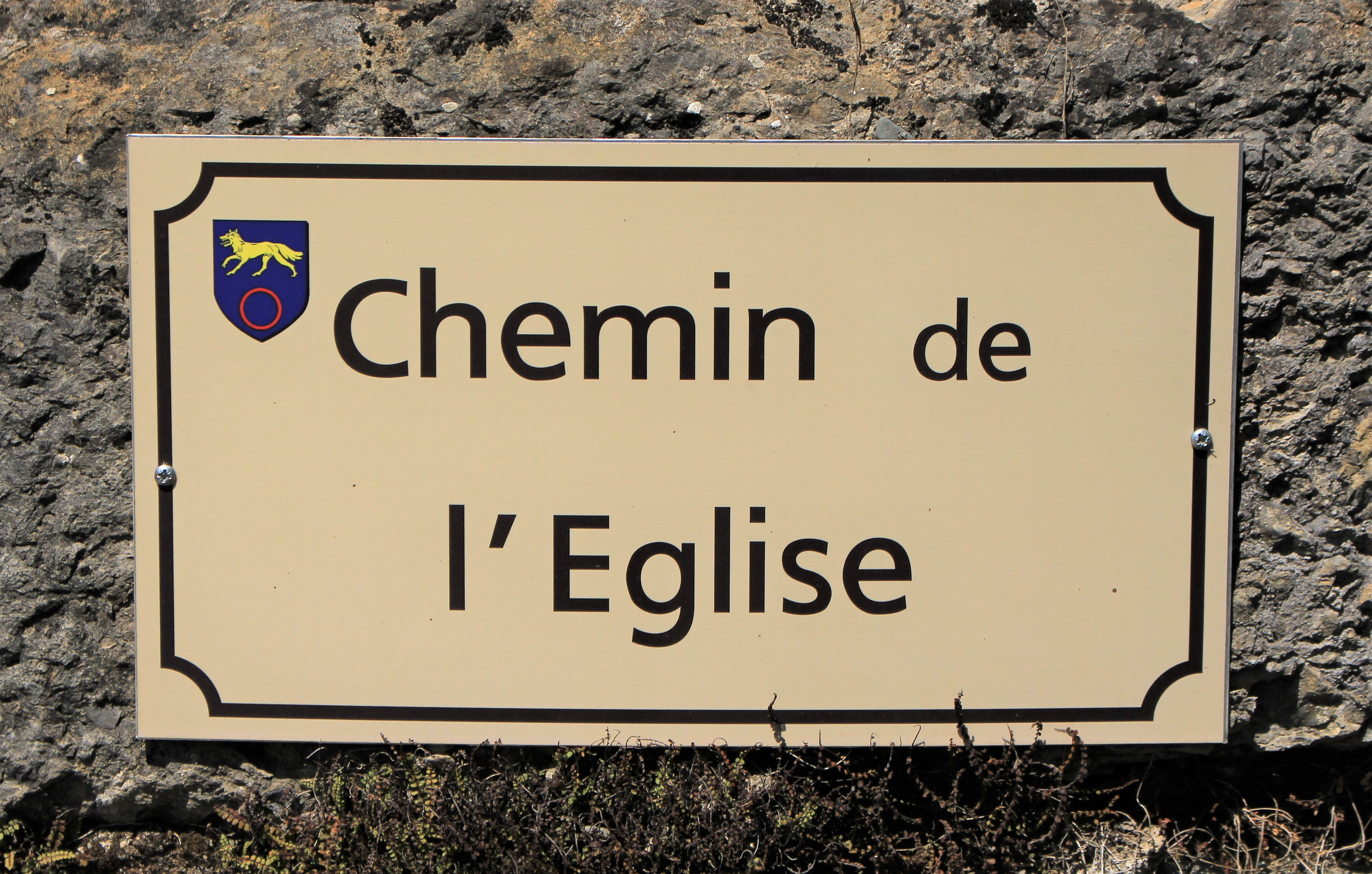
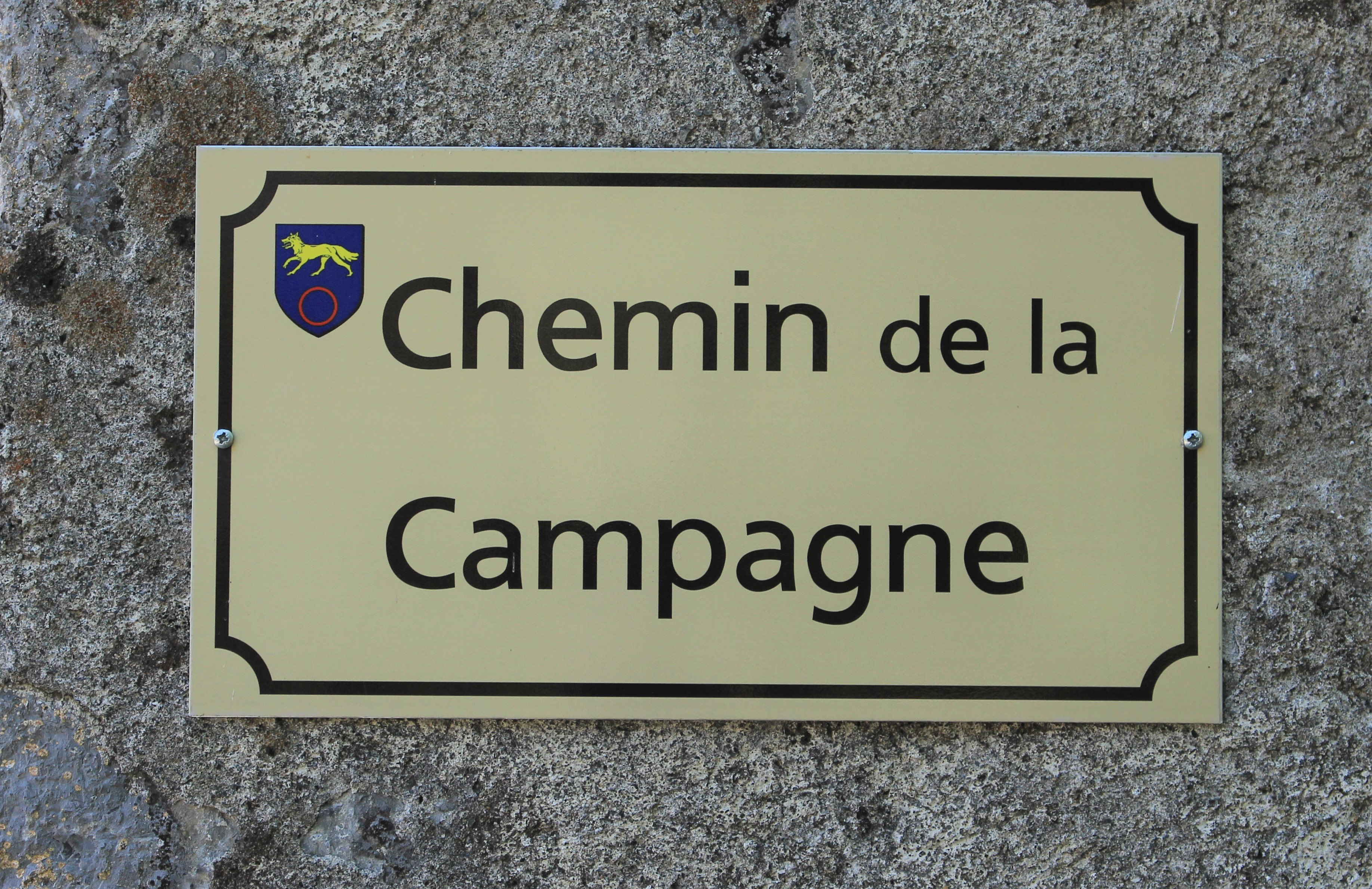
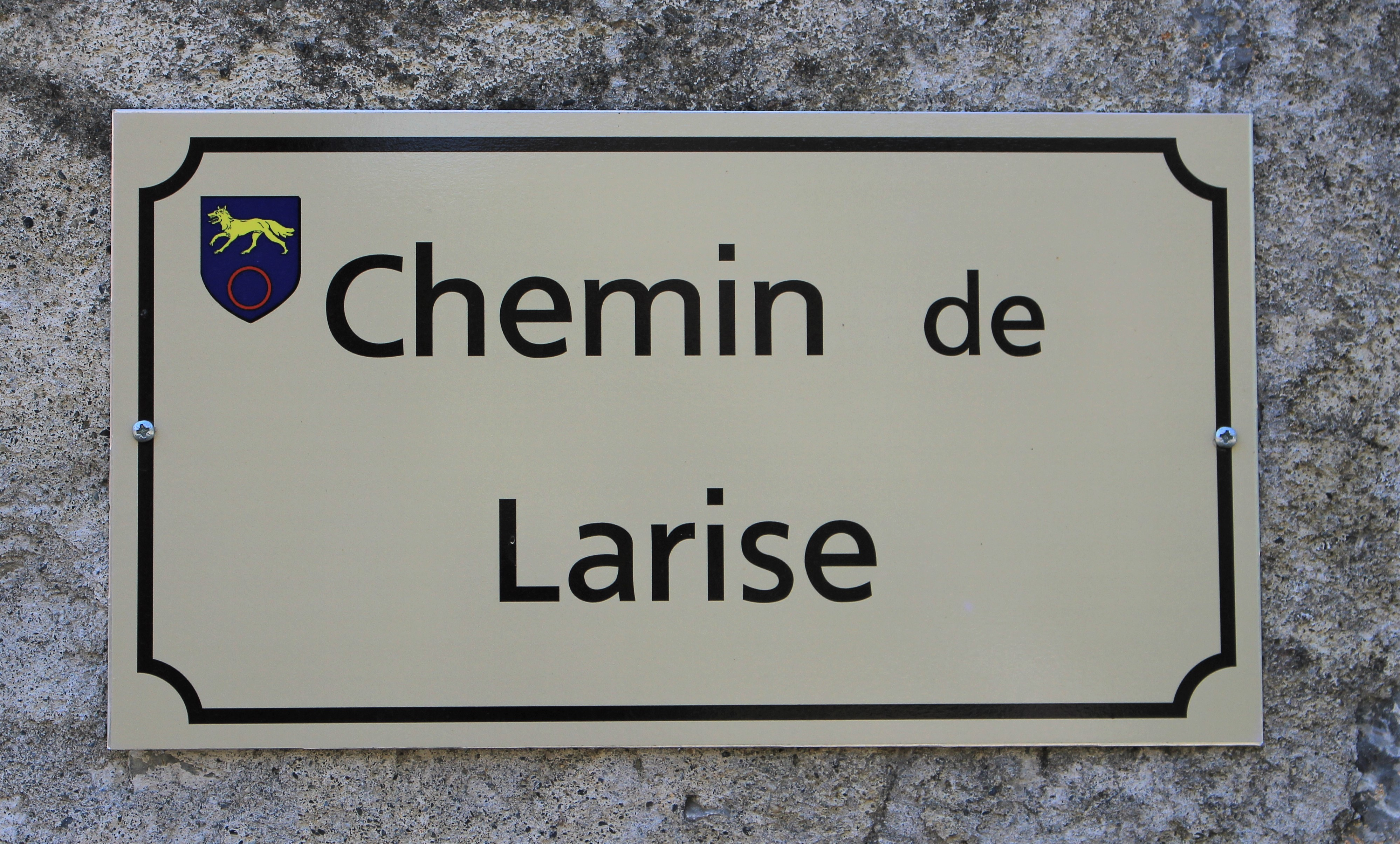

## Histoire

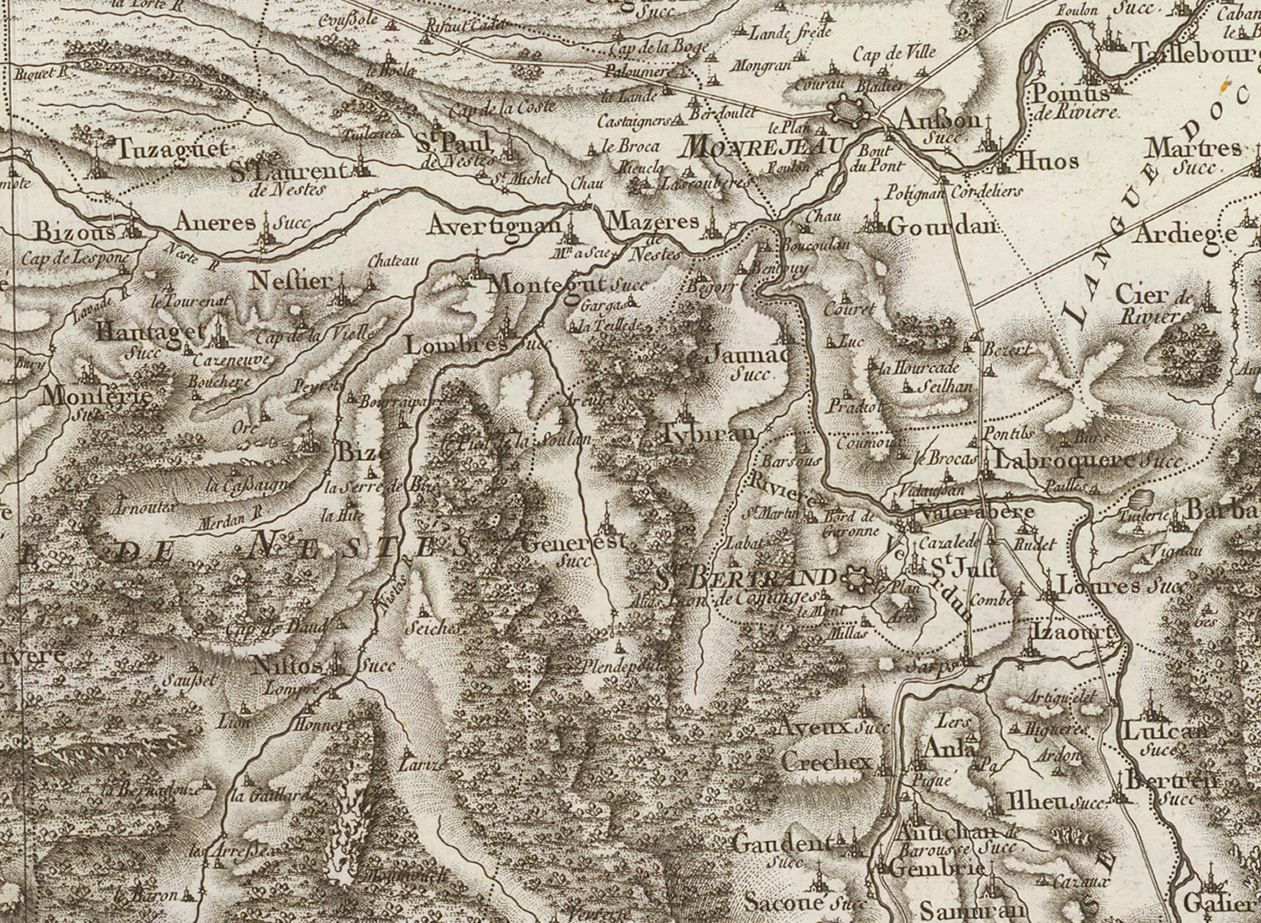
Extrait de la carte de Cassini (entre 1756 et 1789) situant Générest au sud de Montréjeau

Sous l'Ancien Régime, la lmocalité relève de la Sénéchaussée de Toulouse ou d'Auch, pays des Quatre-Vallées, Vallée de la Barousse.

## Politique et administration

### Rattachements administratifs et électoraux

#### Rattachements administratifs
La commune se trouve dans l'arrondissement de Bagnères-de-Bigorre du département des Hautes-Pyrénées.
Elle faisait partie du canton de Saint-Laurent-de-Neste. Dans le cadre du redécoupage cantonal de 2014 en France, cette circonscription administrative territoriale a disparu, et le canton n'est plus qu'une circonscription électorale.

#### Rattachements électoraux
Pour les élections départementales, la commune fait partie depuis 2014 du canton de la Vallée de la Barousse
Pour l'élection des députés, elle fait partie de la première circonscription des Hautes-Pyrénées.

### Intercommunalité
Générest était membre de la petite communauté de communes du canton de Saint-Laurent-de-Neste, un établissement public de coopération intercommunale (EPCI) à fiscalité propre créé en 2007 et auquel la commune avait transféré un certain nombre de ses compétences, dans les conditions déterminées par le code général des collectivités territoriales.
Dans le cadre des dispositions de la loi portant nouvelle organisation territoriale de la République du 7 août 2015, qui prévoit que les établissements publics de coopération intercommunale (EPCI) à fiscalité propre doivent avoir norlakement  un minimum de 15 000 habitants, et, en zone de montagne, 5 000 habitants), cette intercommunalité a fusionné avec sa voisine pour former, le 1er janvier 2017, la communauté de communes Neste Barousse, dont est désormais membre la commune.

### Liste des maires
| Période                                  | Période                        | Identité        | Étiquette | Qualité                      |
| ---------------------------------------- | ------------------------------ | --------------- | --------- | ---------------------------- |
| Les données manquantes sont à compléter. |                                |                 |           |                              |
| mars 2001                                | 2014                           | Gilbert Verdier |           |                              |
| mars 2014                                | automne 2023                   | David Perez     |           | Ingénieur ou cadre technique |
| octobre 2023                             | En cours (au 30 novembre 2023) | Jean-Noël Oiry  |           | Agriculteur                  |

## Équipements et services publics

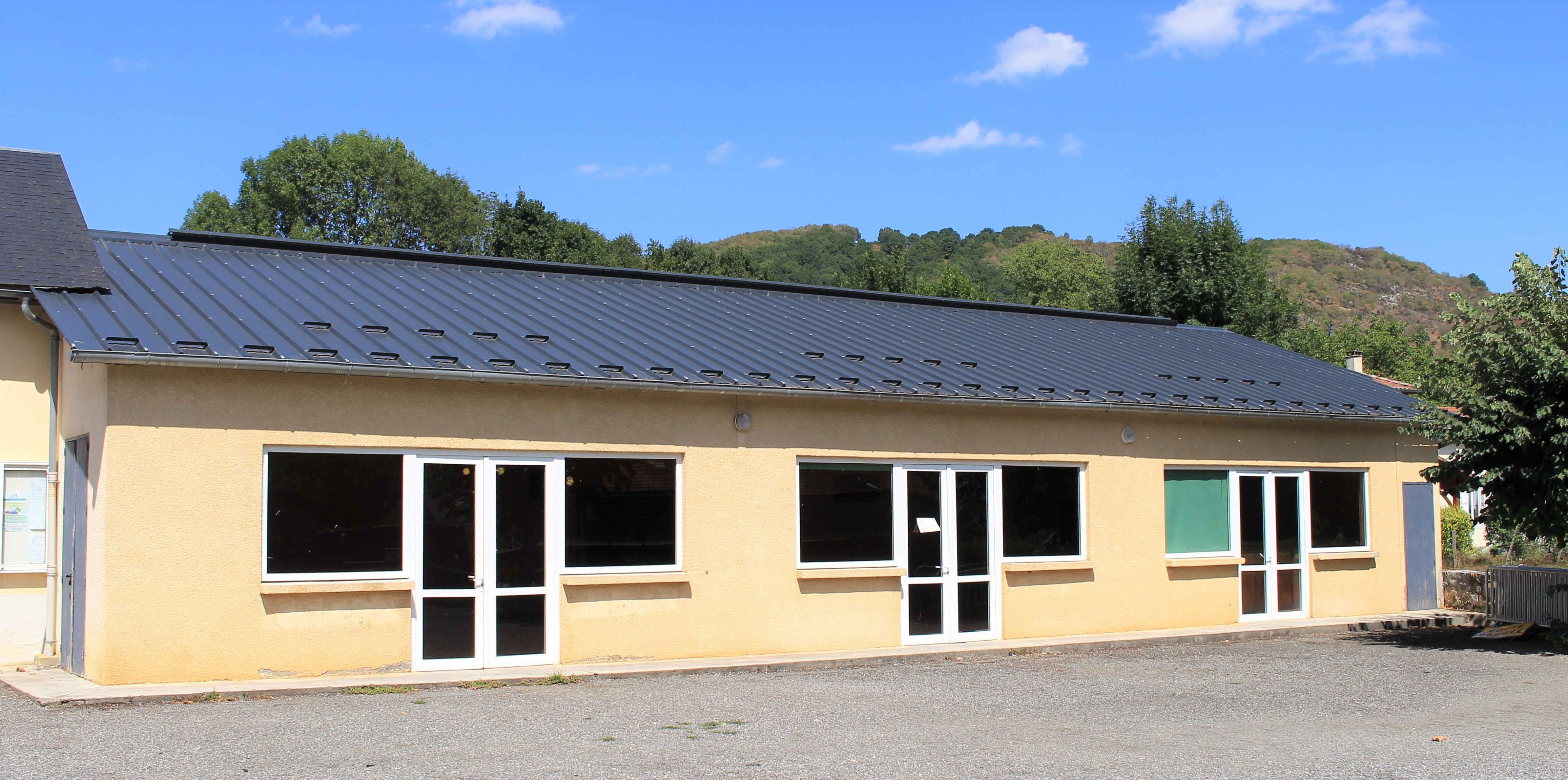
Le foyer rural en 2022

### Enseignement
La commune dépend de l'académie de Toulouse.
Elle ne dispose plus d'école en 2016.

## Population et société
Les habitants sont appelés les Générestais ou  Générestaises.

### Démographie
L'évolution du nombre d'habitants est connue à travers les recensements de la population effectués dans la commune depuis 1793. Pour les communes de moins de 10 000 habitants, une enquête de recensement portant sur toute la population est réalisée tous les cinq ans, les populations de référence des années intermédiaires étant quant à elles estimées par interpolation ou extrapolation. Pour la commune, le premier recensement exhaustif entrant dans le cadre du nouveau dispositif a été réalisé en 2005.

En 2022, la commune comptait 93 habitants, en évolution de −7 % par rapport à 2016 (Hautes-Pyrénées : +1,59 %, France hors Mayotte : +2,11 %).
| 1793 | 1800 | 1806 | 1821 | 1831 | 1836 | 1841 | 1846 | 1851 |
| ---- | ---- | ---- | ---- | ---- | ---- | ---- | ---- | ---- |
| 329  | 424  | 387  | 450  | 487  | 481  | 464  | 505  | 502  |

| 1856 | 1861 | 1866 | 1872 | 1876 | 1881 | 1886 | 1891 | 1896 |
| ---- | ---- | ---- | ---- | ---- | ---- | ---- | ---- | ---- |
| 483  | 441  | 436  | 420  | 396  | 358  | 336  | 312  | 304  |

| 1901 | 1906 | 1911 | 1921 | 1926 | 1931 | 1936 | 1946 | 1954 |
| ---- | ---- | ---- | ---- | ---- | ---- | ---- | ---- | ---- |
| 280  | 273  | 233  | 202  | 197  | 181  | 182  | 169  | 148  |

| 1962 | 1968 | 1975 | 1982 | 1990 | 1999 | 2005 | 2006 | 2010 |
| ---- | ---- | ---- | ---- | ---- | ---- | ---- | ---- | ---- |
| 131  | 109  | 97   | 81   | 100  | 98   | 96   | 96   | 94   |

| 2015 | 2020 | 2022 | - | - | - | - | - | - |
| ---- | ---- | ---- | - | - | - | - | - | - |
| 100  | 95   | 93   | - | - | - | - | - | - |

Générest est une commune rurale qui compte 93 habitants en 2022, après avoir connu un pic de population de 505 habitants en 1846. Elle fait partie de l'aire d'attraction de Lannemezan.

## Économie

### Emploi
|                | 2008  | 2013  | 2018  |
| -------------- | ----- | ----- | ----- |
| Commune        | 4,4 % | 4,5 % | 1,9 % |
| Département    | 7,7 % | 9,4 % | 9,8 % |
| France entière | 8,3 % | 10 %  | 10 %  |

En 2018, la population âgée de 15 à 64 ans s'élève à 55 personnes, parmi lesquelles on compte 81,1 % d'actifs (79,2 % ayant un emploi et 1,9 % de chômeurs) et 18,9 % d'inactifs,. Depuis 2008, le taux de chômage communal (au sens du recensement) des 15-64 ans est inférieur à celui de la France et du département.
La commune fait partie de la couronne de l'aire d'attraction de Lannemezan, du fait qu'au moins 15 % des actifs travaillent dans le pôle,. Elle compte 12 emplois en 2018, contre 10 en 2013 et 9 en 2008. Le nombre d'actifs ayant un emploi résidant dans la commune est de 46, soit un indicateur de concentration d'emploi de 26,7 % et un taux d'activité parmi les 15 ans ou plus de 57 %.
Sur ces 46 actifs de 15 ans ou plus ayant un emploi, 7 travaillent dans la commune, soit 16 % des habitants. Pour se rendre au travail, 88,6 % des habitants utilisent un véhicule personnel ou de fonction à quatre roues, 4,5 % s'y rendent en deux-roues, à vélo ou à pied et 6,8 % n'ont pas besoin de transport (travail au domicile).

## Culture locale et patrimoine

### Lieux et monuments
- Église Saint-Étienne de Générest.
- Moulin.
- Monument aux morts.

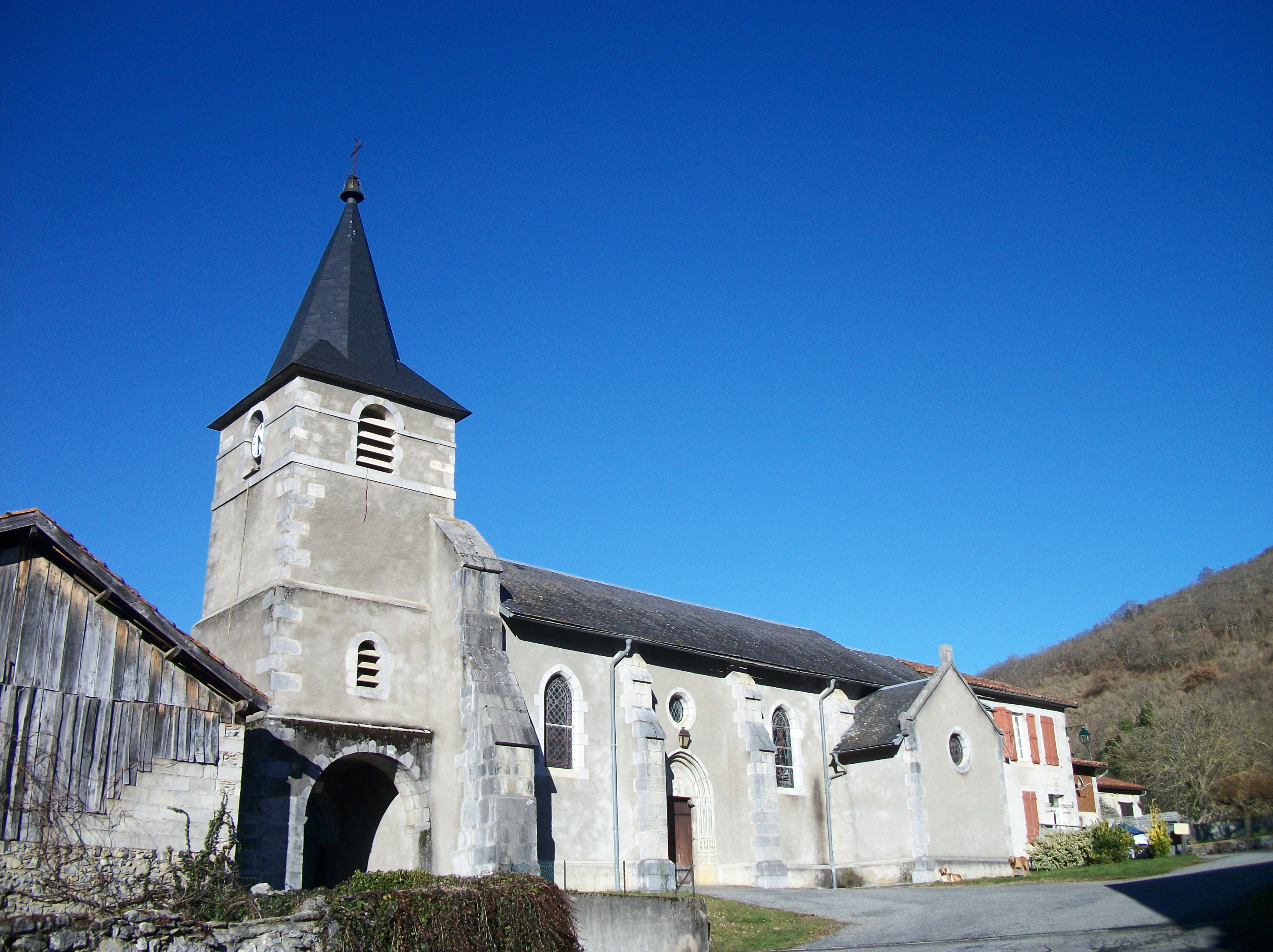
Église Saint-Étienne
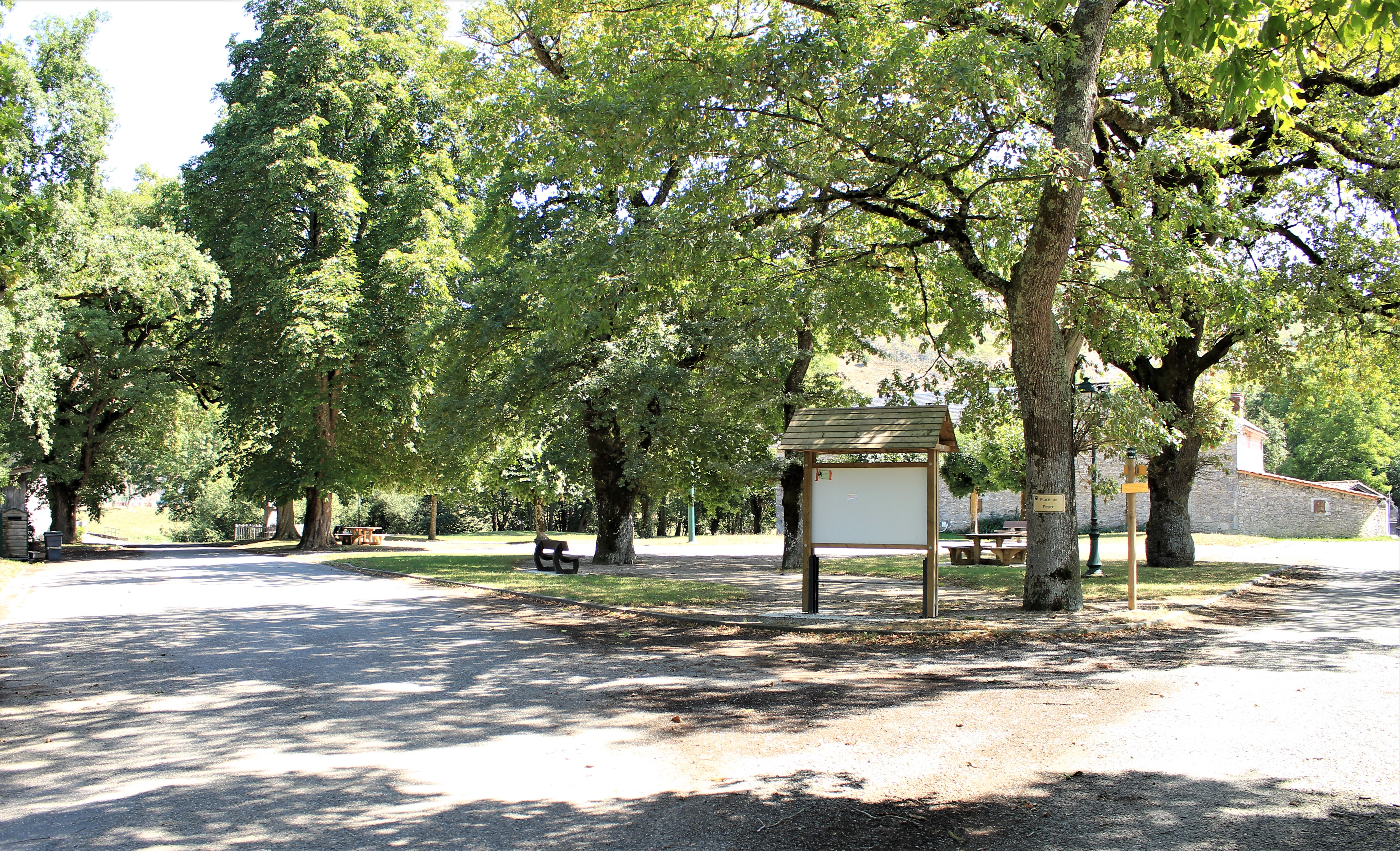
La place du village
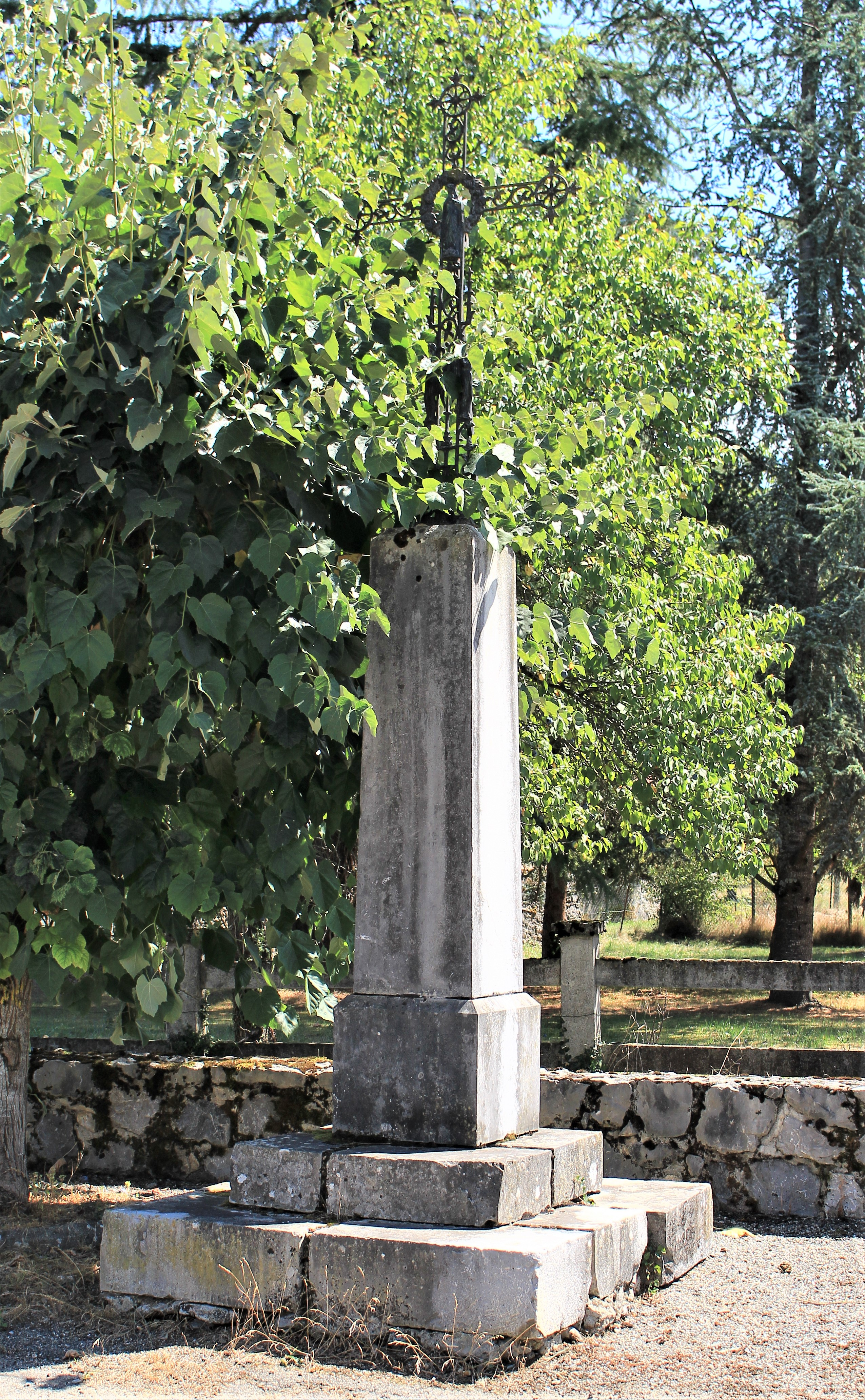
Une croix
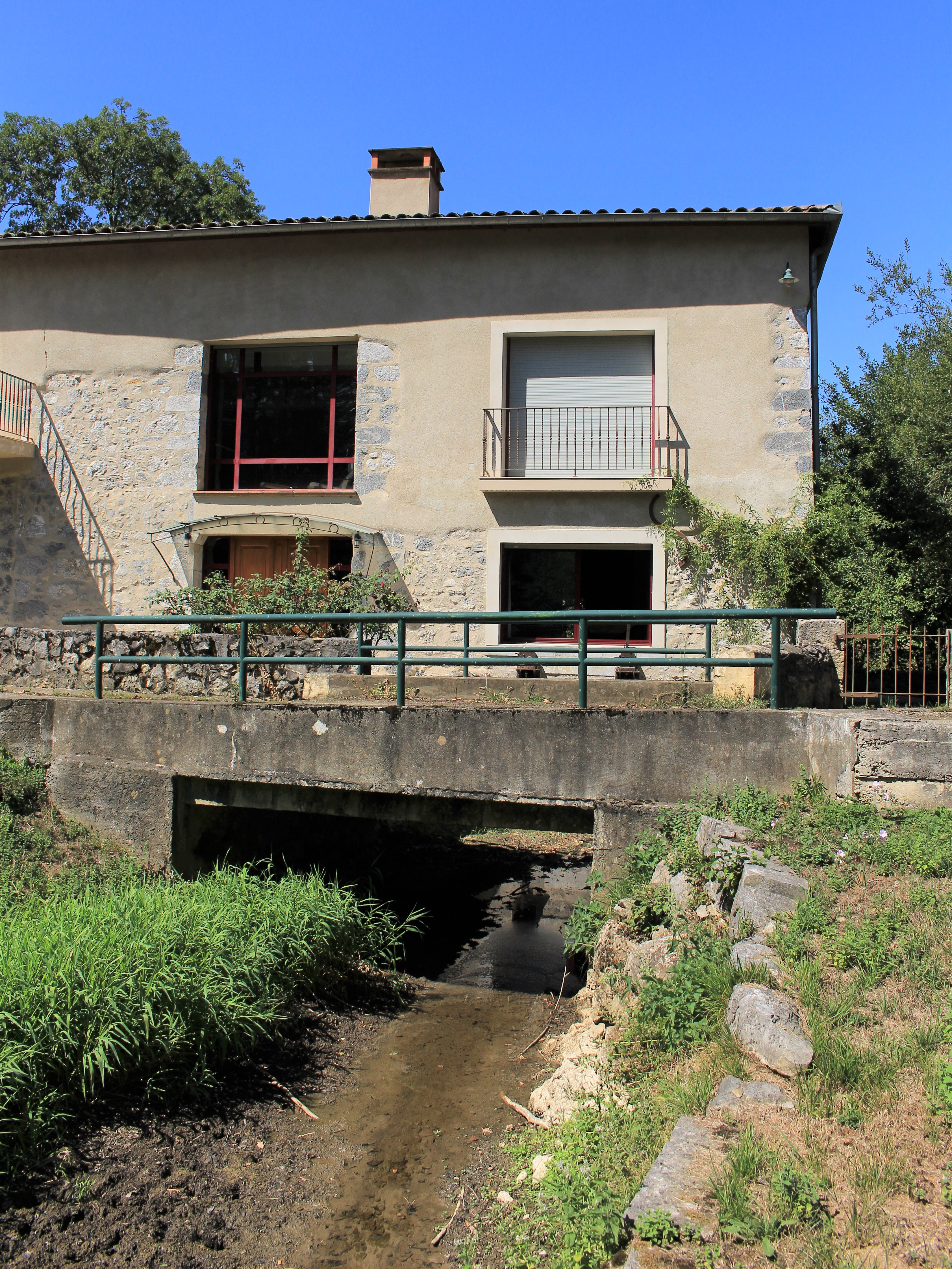
Le moulin de Générest.
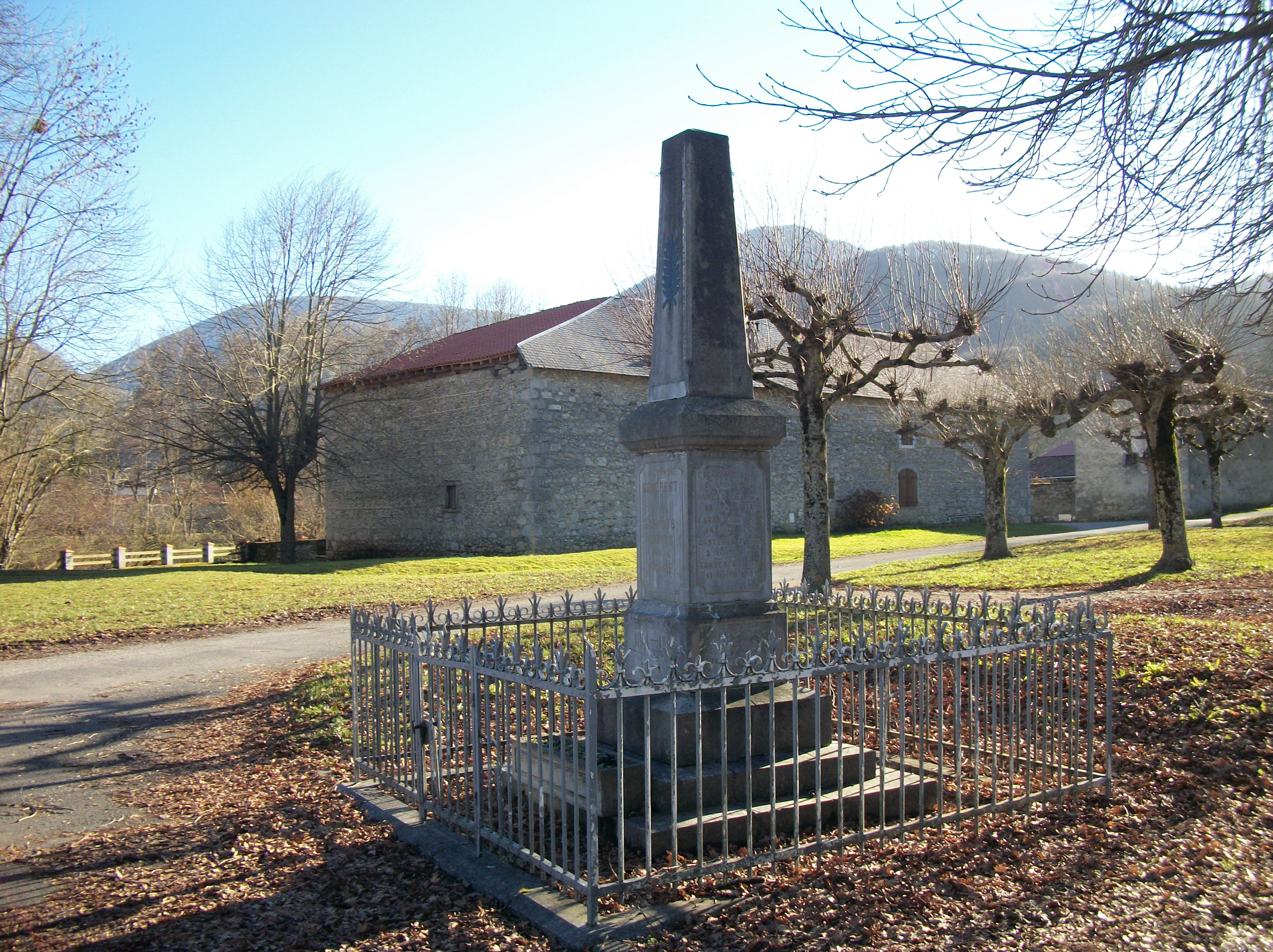
Monument aux morts

### Héraldique
| Blason de Générest | Blason  | D'azur à un loup passant d'or, soutenu d'un annelet d'argent. |
| Blason de Générest | Détails | Blason officiel vérifié auprès de la mairie.                  |

## Pour approfondir